# 알리 파잘
알리 파잘(힌디어: अली फजल, 우르두어: علی فضل, 1986년 10월 15일 ~ )은 인도의 배우이다.

## 출연 작품
- 나일 강의 죽음 - 앤드류 카챤도리언 역
- 빅토리아 & 압둘 - 압둘 카림 역
- 세 얼간이 - 조이 로보
- 퍼키 리턴즈